# Sebastian Andersson
Martin Sebastian Andersson (ur. 15 lipca 1991 w Ängelholm) – szwedzki piłkarz występujący na pozycji napastnika w niemieckim klubie 1. FC Köln oraz w reprezentacji Szwecji. Wychowanek Vinslövs IF, w trakcie swojej kariery grał także w takich zespołach, jak Ängelholms FF, Kalmar FF, Djurgårdens IF, IFK Norrköping, 1. FC Kaiserslautern oraz Union Berlin